# Chaetoprocta odata
Chaetoprocta odata (tên tiếng Anh: Walnut Blue) là một loài bướm ngày nhỏ được tìm thấy ở Ấn Độ, thuộc họ Bướm xanh.

## Hình ảnh

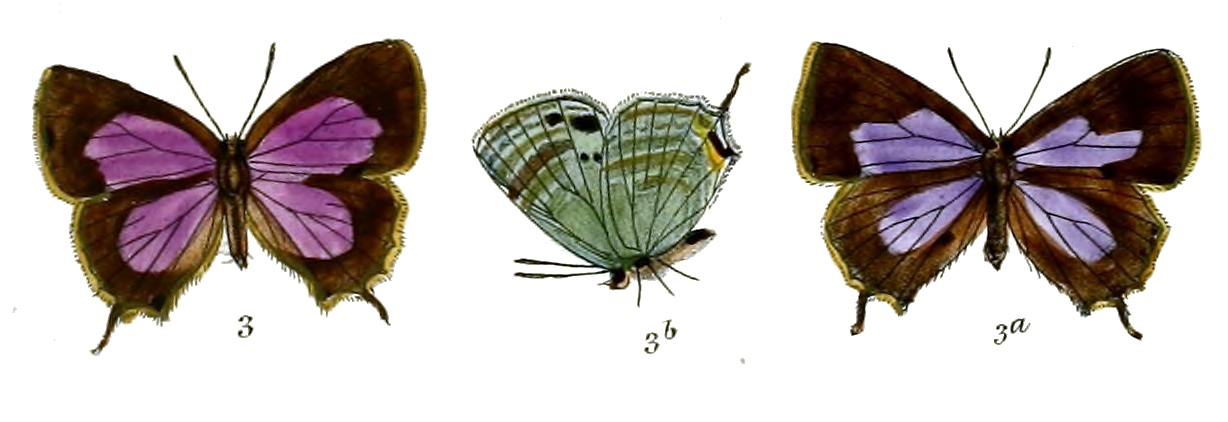